# Калдвеэ, Марттен
Ма́рттен Ка́лдвеэ (эст. Martten Kaldvee; 30 апреля 1986, Таллин, Эстонская ССР) — эстонский биатлонист. Занимается биатлоном с 2001 года. В сборную Эстонии входил с 2005 по 2010 год. Завершил карьеру в 2009/10
Принимал участие на нескольких чемпионатах мира и на Олимпийских играх в Ванкувере. Наилучшим результатом биатлониста на этапах кубка мира по биатлону является 7 место в спринте в Оберхофе в сезоне 2009/2010.
Принимал участие в соревнованиях по лыжным гонкам.

## Завершил спортивную карьеру в конце сезона 2009/2010 годов.
Летом 2018 года был назначен на должность генерального секретаря Союза биатлонистов Эстонии.

## Семья
Отцом Марттена является известный эстонский биатлонист Урмас Калдвеэ, призёр чемпионатов мира по биатлону.